# Урбана (Падова)
Урбана (итал. Urbana) је насеље у Италији у округу Падова, региону Венето.
Према процени из 2011. у насељу је живело 1313 становника. Насеље се налази на надморској висини од 10 м.

## Становништво
Према резултатима пописа становништва 2011. у општини је живело 2.186 становника.
| 1931. | 1936. | 1951. | 1961. | 1971. | 1981. | 1991. | 2001. | 2011. |
| ----- | ----- | ----- | ----- | ----- | ----- | ----- | ----- | ----- |
| 2.803 | 2.770 | 2.669 | 2.182 | 1.954 | 2.049 | 2.177 | 2.235 | 2.186 |